# Morti nel 1986/Agosto
| Questa pagina contiene informazioni ricavate automaticamente dalle voci biografiche con l'ausilio del template Bio e di un bot. L'aggiornamento è periodico e automatico e ricostruisce completamente la pagina. Se manca una persona in questa lista, sei pregato di non aggiungerla, ma accertati piuttosto che la sua voce biografica contenga il template Bio e che i dati anagrafici siano correttamente compilati. Se il template Bio manca, inseriscilo tu stesso o, in alternativa, metti l'avviso {{tmp\|Bio}} che ne segnala la mancanza. Se i dati riportati sono sbagliati, correggi direttamente la voce biografica; le modifiche saranno visibili in questa lista entro pochi giorni. Per chiarimenti vedi il progetto biografie. La lista contiene solo le 81 persone che sono citate nell'enciclopedia e per le quali è stato implementato correttamente il template Bio. Pagina aggiornata al 3 mar 2024. |

- 1º agosto - Carlo Confalonieri, cardinale e arcivescovo cattolico italiano (n. 1893)
- 1º agosto - Willem Klein, matematico olandese (n. 1912)
- 1º agosto - Giovan Battista Martini, calciatore italiano (n. 1922)
- 1º agosto - José María Vidal, calciatore spagnolo (n. 1935)
- 2 agosto - Roy Cohn, avvocato statunitense (n. 1927)
- 2 agosto - Paolo Vita-Finzi, ambasciatore, giornalista e saggista italiano (n. 1899)
- 3 agosto - Paul de Groot, politico olandese (n. 1899)
- 3 agosto - Beryl Markham, aviatrice e scrittrice britannica (n. 1902)
- 3 agosto - Mario Petroncelli, giurista italiano (n. 1906)
- 4 agosto - Gianmario Balzarini, psicoterapeuta italiano (n. 1945)
- 4 agosto - Federico Roncarolo, calciatore italiano (n. 1914)
- 5 agosto - Emanuel Löffler, ginnasta cecoslovacco (n. 1901)
- 5 agosto - Luciana Peverelli, giornalista, scrittrice e sceneggiatrice italiana (n. 1902)
- 5 agosto - Karl Streibel, militare tedesco (n. 1903)
- 6 agosto - Alessandro Catalani, ciclista su strada italiano (n. 1905)
- 6 agosto - Emilio Fernández, regista, sceneggiatore e attore messicano (n. 1904)
- 6 agosto - Manfred Hausmann, scrittore, poeta e drammaturgo tedesco (n. 1898)
- 6 agosto - Luca Pavolini, giornalista e politico italiano (n. 1922)
- 6 agosto - Jef Scherens, pistard belga (n. 1909)
- 6 agosto - Klára Tabódy, attrice, cantante e ballerina ungherese (n. 1915)
- 6 agosto - Jorge Vieira, calciatore portoghese (n. 1898)
- 6 agosto - Beppe Wolgers, attore, scrittore e cantautore svedese (n. 1928)
- 7 agosto - Julie Tullis, alpinista e regista britannica (n. 1939)
- 7 agosto - Aline Valangin, scrittrice, pianista e psicanalista svizzera (n. 1889)
- 8 agosto - Giovanni Garaventa, mezzofondista italiano (n. 1900)
- 8 agosto - Bob Pickell, cestista canadese (n. 1927)
- 9 agosto - Gustav Adolf Nosske, avvocato e militare tedesco (n. 1902)
- 9 agosto - Luigi Rusca, traduttore, scrittore e dirigente d'azienda italiano (n. 1894)
- 9 agosto - Ignaz Sigl, calciatore austriaco (n. 1902)
- 10 agosto - Jacqueline Gadsden, attrice statunitense (n. 1900)
- 10 agosto - Chuck McKinley, tennista statunitense (n. 1941)
- 10 agosto - Dobrosława Miodowicz-Wolf, alpinista polacca (n. 1953)
- 10 agosto - Philippe de Scitivaux, ammiraglio e aviatore francese (n. 1911)
- 11 agosto - Heinz Strehl, calciatore tedesco (n. 1938)
- 12 agosto - Giuseppe Gramegna, avvocato, politico e antifascista italiano (n. 1898)
- 12 agosto - Paola Mori, attrice italiana (n. 1928)
- 12 agosto - Louis Peglion, ciclista su strada francese (n. 1906)
- 12 agosto - Hans Pesser, allenatore di calcio e calciatore austriaco (n. 1911)
- 12 agosto - Felix Salzer, musicologo, teorico musicale e pedagogo austriaco (n. 1904)
- 13 agosto - Way Bandy, truccatore statunitense (n. 1941)
- 13 agosto - Helen Mack, attrice statunitense (n. 1913)
- 13 agosto - Libero Marchina, calciatore italiano (n. 1907)
- 14 agosto - Pierre Bertaux, germanista francese (n. 1907)
- 15 agosto - Cesare Bensi, politico italiano (n. 1922)
- 15 agosto - Ivan Vladimirovič Lukinskij, regista cinematografico sovietico (n. 1906)
- 16 agosto - Marco Pedrini, alpinista svizzero (n. 1958)
- 17 agosto - Tita Mozzoni, pittore italiano (n. 1894)
- 17 agosto - Luis Pasarín, calciatore e allenatore di calcio spagnolo (n. 1902)
- 18 agosto - Nikos Nīsiōtīs, dirigente sportivo e allenatore di pallacanestro greco (n. 1924)
- 19 agosto - Hermione Baddeley, attrice inglese (n. 1906)
- 20 agosto - Walter Brooke, attore statunitense (n. 1914)
- 20 agosto - Thad Jones, trombettista e compositore statunitense (n. 1923)
- 20 agosto - Austin Warren, critico letterario statunitense (n. 1899)
- 21 agosto - William C. Chase, generale statunitense (n. 1895)
- 21 agosto - Agustín Sauto Arana, calciatore spagnolo (n. 1908)
- 22 agosto - Celâl Bayar, politico turco (n. 1883)
- 22 agosto - Bruce Cowling, attore statunitense (n. 1919)
- 22 agosto - Dezider Kostka, calciatore slovacco (n. 1913)
- 23 agosto - Augusto Guzzo, filosofo italiano (n. 1894)
- 23 agosto - Marvin Hatley, compositore e direttore d'orchestra statunitense (n. 1905)
- 23 agosto - Michail Kuznecov, attore sovietico (n. 1918)
- 24 agosto - Germaine Acremant, scrittrice francese (n. 1889)
- 24 agosto - Harry Benjamin, sessuologo tedesco (n. 1885)
- 25 agosto - Peter Chatel, attore e drammaturgo tedesco (n. 1943)
- 25 agosto - Alberto Monroy, medico, biologo e biochimico italiano (n. 1913)
- 26 agosto - Raymond Abellio, scrittore francese (n. 1907)
- 26 agosto - Arthur Cunliffe, calciatore inglese (n. 1909)
- 26 agosto - Ted Knight, attore statunitense (n. 1923)
- 27 agosto - Georgij Agzamov, scacchista sovietico (n. 1954)
- 27 agosto - Joyce Mansour, scrittrice e poetessa egiziana (n. 1928)
- 27 agosto - Ezio Ottaviani, politico italiano (n. 1919)
- 27 agosto - Guglielmo Pasta, politico italiano (n. 1931)
- 27 agosto - Olga Šilhánová, ginnasta cecoslovacca (n. 1920)
- 28 agosto - Russel Lee, fotografo statunitense (n. 1903)
- 29 agosto - Silvestro Ferrari, politico italiano (n. 1930)
- 30 agosto - Walter Kutschmann, militare tedesco (n. 1914)
- 31 agosto - Jorge Alessandri Rodríguez, imprenditore e politico cileno (n. 1896)
- 31 agosto - Wanis Gheddafi, politico libico (n. 1924)
- 31 agosto - Urho Kekkonen, politico e altista finlandese (n. 1900)
- 31 agosto - Henry Moore, scultore e pittore inglese (n. 1898)
- 31 agosto - Goffredo Parise, scrittore, giornalista e sceneggiatore italiano (n. 1929)